# Шарнополь
Шарно́поль (укр. Шарнопіль) — село в Уманском районе Черкасской области Украины.
Население по переписи 2001 года составляло 728 человек. Почтовый индекс — 19120. Телефонный код — 4746.

## Местный совет
19120, Черкасская обл., Монастырищенский р-н, с. Шарнополь, ул. Космонавтов, 12а